# Pseudonicsara maritima
Pseudonicsara maritima är en insektsart som beskrevs av Sigfrid Ingrisch 2009. Pseudonicsara maritima ingår i släktet Pseudonicsara och familjen vårtbitare. Inga underarter finns listade i Catalogue of Life.